# Zé Elias
Zé Elias, właśc. José Elias Moedim Júnior (ur. 25 września 1975 w São Paulo) – piłkarz brazylijski, występujący podczas kariery na pozycji pomocnika. Brat Rubinho.

## Kariera klubowa
Karierę piłkarską Zé Elias zaczął w klubie Corinthians Paulista w 1993 roku. W lidze brazylijskiej zadebiutował 7 września 1993 w wygranym 2-0 meczu z Cruzeiro EC. Z Corinthians zdobył mistrzostwo stanu São Paulo – Campeonato Paulista oraz Copa do Brasil w 1995 roku. W 1996 roku Zé Elias wyjechał do Niemiec do Bayeru 04 Leverkusen. Dobra gra w Bayerze zaowocowała transferem do Interu Mediolan.
W Interze zadebiutował 26 września 1997 wygranym 2-0 meczu z Neuchatel Xamax w Pucharze UEFA 1998. Był to udany debiut, gdyż Zé Elias strzelił w nim bramkę. W pierwszym sezon we Włoszech Zé Elias zakończył z Pucharem UEFA 1998 oraz wicemistrzostwem Włoch 1998. Drugi sezon w Interze był zupełnie nieudany. Inter zajął 8. miejsce w Serie A, odpadł w półfinale Pucharu Włoch oraz ćwierćfinału Ligi Mistrzów. 27 maja 1999 w przegranym 1-2 meczu z Bologną Zé Elias wystąpił po raz ostatni w barwach Interu. Ogółem przez dwa sezony Zé Elias wystąpił w Interze w 53 meczach (33 w lidze, 11 w europejskich pucharach oraz 9 w Pucharze Włoch) i strzelił 4 bramki (2 w europejskich pucharach oraz 2 w Pucharze Włoch). W sezonie 1999–2000 występował w FC Bologna, w której rozegrał 19 meczów ligowych. W 2000 roku przeszedł do Olympiakosu Pireus. W Pireusie występował przez 3 lata i zdobył trzy tytuły mistrza Grecji w 2001, 2002 i 2003 roku.
W 2003 roku powrócił do Włoch do drugoligowej Genoi. Latem 2004 roku powrócił do Brazylii do Santosu FC. W Santosie zadebiutował 29 sierpnia 2004 w zremisowanym 4-4 meczu z Cruzeiro EC. Z Santosem zdobył mistrzostwo Brazylii 2004. 13 listopada 2005 w przegranym 0-4 meczu z SC Internacional Zé Elias po raz ostatni wystąpił w lidze brazylijskiej. Ogółem w lidze brazylijskiej rozegrał 87 meczów i strzelił 3 bramki. W styczniu 2006 Zé Elias wyjechał do ukraińskiego Metałurha Donieck. Był to nieudany transfer, gdyż Zé Elias po kilku tygodniach wrócił do Brazylii do Guarani FC.
W sezonie 2006–2007 występował w cypryjskiej Omonii Nikozja. W latach 2007–2008 występował w Londrinie EC. Ostatnim klubem w karierze Zé Eliasa był austriacki SC Rheindorf Altach, w którym zakończył karierę w 2009 roku.

## Kariera reprezentacyjna
W reprezentacji Brazylii Zé Elias zadebiutował 29 marca 1995 w zremisowanym 1-1 towarzyskim meczu z reprezentacją Hondurasu. Ostatni raz w reprezentacji wystąpił 13 listopada 1999 w zremisowanym 0-0 towarzyskim meczu z reprezentacją Hiszpanii. Ogółem w reprezentacji wystąpił w 14 meczach.
W 1996 roku Zé Elias uczestniczył w Igrzyska Olimpijskich w Atlancie, na których Brazylia zdobyła brązowy medal. Na turnieju Zé Elias był podstawowym zawodnikiem i wystąpił we wszystkich sześciu meczach z Japonią, Węgrami, Nigerią, Ghaną, Nigerią i Portugalią.